# Polygenis tripus
Polygenis tripus är en loppart som först beskrevs av Jordan 1933.  Polygenis tripus ingår i släktet Polygenis och familjen Rhopalopsyllidae. Inga underarter finns listade i Catalogue of Life.